# Centralità del Parlamento
Centralità del Parlamento è un termine adoperato in ambito giornalistico e politico negli anni della Prima Repubblica in riferimento alla posizione di supremazia assunta dal Parlamento della Repubblica Italiana rispetto al Governo e, più in generale, a tutte le altre istituzioni statali. Con l'avvento della Seconda Repubblica tale concetto è stato soppiantato da quello di Centralità del Governo.

## Descrizione
La Costituzione della Repubblica Italiana sancisce negli articoli 55-139 un sistema parlamentare, in cui al Parlamento spetta il potere legislativo mentre al Governo compete quello esecutivo. Il secondo viene esercitato in via sussidiaria per dare attuazione alla volontà di Camera dei deputati e Senato della Repubblica. Tuttavia nella pratica il confine tra potere legislativo ed esecutivo è assai labile: strumenti normativi come decreto-legge e decreto legislativo e lo sviluppo del sistema dei partiti (infatti Presidente del Consiglio e ministri spesso sono dirigenti delle maggiori forze parlamentari) assegnano all'Esecutivo un ruolo dominante rispetto al Parlamento.

## Storia

### 1953-1971
La fine dell'era De Gasperi coincide con l'inizio di un periodo di forte instabilità governativa che caratterizza la seconda (1953-58) e anche la terza legislatura (1958-63). Grazie all'indebolimento della DC comincia la lenta ma progressiva attuazione delle istituzioni di garanzia previste dalla Costituzione. In Parlamento si apre una fase caratterizzata dalla continua crescita dell'influenza delle opposizioni e in particolare quella di sinistra.
Dalla terza legislatura in poi cresce la produzione di leggi in commissione, approvate quasi sempre con il consenso, magari solo tacito, dell'opposizione, cui in questo campo la Costituzione assegna una sorta di potere di veto. Infatti, la richiesta di spostare una certa proposta di legge dalla procedura semplificata, in commissione, a quella ordinaria – e quindi in aula – può significare in molti casi che difficilmente la proposta verrà approvata. Spesso, la proposta non riesce neanche ad arrivare al voto finale e viene “insabbiata”.
Quindi, mentre nella sede legislativa più visibile – l'aula – la contrapposizione fra maggioranza e opposizione resta forte, nei luoghi più riservati delle commissioni permanenti si sviluppa progressivamente una certa collaborazione, che il più delle volte si traduce nello scambio di favori reciproci.

### 1971-1981
Il culmine della tendenza a coinvolgere l'opposizione nel processo decisionale del Parlamento – una tendenza definita “proporzionalistica”, in quanto tende ad attribuire un ruolo a tutti i partiti, più o meno in proporzione alla loro forza – è raggiunto nel 1971 con la riforma dei regolamenti parlamentari.
Infatti, l'aspetto più significativo della riforma è il peso attribuito alla conferenza dei capigruppo – che riunisce tutti i presidenti dei gruppi parlamentari insieme al presidente dell'assemblea – cui spetta decidere dell'intera programmazione dei lavori parlamentari. Il punto cruciale è che la conferenza dei capigruppo deve decidere all'unanimità: in questo modo viene attribuito alle opposizioni un formidabile potere di veto. Da tutto il processo è vistosamente assente il governo, che per vedere le sue proposte esaminate non può agire direttamente ma deve ricorrere ai capigruppo dei partiti della maggioranza parlamentare, fatto che non può non indebolire la posizione e che rende comunque più complesso il processo di attuazione del programma di governo.
Gli anni settanta sono gli anni in cui il PCI è massicciamente coinvolto in tutto il processo legislativo. La settima legislatura (1976-79) vede l'emergere della maggioranza parlamentare della Solidarietà nazionale, che comprende ufficialmente, accanto ai partiti di centro-sinistra, anche il PCI.
La collaborazione fra il PCI e gli altri partiti durerà però poco, soprattutto per la difficoltà di far convivere all'interno della stessa maggioranza parlamentare posizioni politiche molto distanti fra loro.
Inoltre la presenza di nuovi partiti – come quello radicale che nel 1976 elegge 4 deputati e 18 nel 1979 – rende sempre più difficile far funzionare in modo passabilmente efficiente il processo legislativo.
La riforma del 1971, per funzionare in modo soddisfacente, richiede infatti un accordo fra tutte le forze politiche di rilievo e quindi un forte accentramento del processo decisionale. In caso contrario, la programmazione dei lavori parlamentari sarebbe diventata – come di fatto avviene – sempre più difficile.
Con l'ostruzionismo parlamentare il Partito Radicale denuncia il metodo decisionale dei partiti italiani, che da oltre trent'anni affida alle segreterie di partito le principali decisioni. Con oltre 160 interventi in aula per richiamo al regolamento, i deputati radicali si oppongono: alle interpellanze e alle interrogazioni che non ottengono risposta dal governo; all'abuso del ricorso ai decreti legge (oltre 150 dal 1976 al 1979) che la Costituzione prevede possa essere usato solo in “casi straordinari di necessità e d'urgenza”; al mancato accesso all'informazione parlamentare, ancora precluso ai cittadini, ai giornalisti e agli stessi deputati; alla contemporaneità delle votazioni delle Camere e delle commissioni, che porta i deputati a votare velocemente senza aver partecipato al processo formativo della legge.
Contro l'utilizzo degli strumenti regolamentari da parte delle altre minoranze, si schiera soprattutto il PCI e uno dei suoi leader, Giovanni Berlinguer, che chiede di riformare il Parlamento perché troppo permissivo rispetto agli equilibri tra maggioranze (cui spetterebbe l'efficienza) e minoranze (alla ricerca di spazi di vacuo garantismo). La difesa della centralità, dopo la fine dei governi di solidarietà nazionale, fu però oggetto di critiche e ripensamenti: si rilevò, infatti, che essa si traduceva, di fatto, in una «innaturale compensazione che le minoranze trovavano alla loro esclusione dal governo», trasferendosi «nel parlamento il massimo possibile dell’attività decisionale, anche quella che avrebbe dovuto invece essere esercitata dal governo».

### 1981-1993
Con gli anni ottanta, che vedono prevalere la maggioranza di pentapartito, si assiste a una lenta inversione di tendenza che porta a un relativo rafforzamento della maggioranza parlamentare e dello stesso governo.
Nel 1981 sono ampliati i poteri dei presidenti delle camere, che sono ora in grado di decidere qualora la conferenza dei capigruppo non riesca a trovare un accordo. Vengono poi limitati gli interventi dei parlamentari – che spesso erano stati adoperati a fini ostruzionistici – e, fra il 1988 e il 1990, viene ridotto l'uso del voto segreto, in precedenza molto ampio.

## Nella Seconda Repubblica
Solo con la venuta della Seconda Repubblica il Governo ha cominciato a comportarsi come una cabina di regia che dirige l'andamento dei lavori d'aula. Infatti, nel 2008 è finalmente riconosciuto all'Esecutivo un ruolo nella programmazione dei lavori parlamentari, stabilendo la necessità che la conferenza dei capigruppo tenga conto anche delle sue richieste.
Questa svolta è stata salutata con favore da coloro che ritengono che in un sistema politico molto frammentato ed instabile come quello italiano altrimenti non sarebbe stato possibile svolgere l'attività legislativa in maniera efficace. Altri ritengono tuttavia che la Centralità del Governo sia una forzatura nei riguardi dell'ordinamento repubblicano previsto dalla Carta del 1948, facendo inoltre notare che l'abuso del decreto legge abbia in realtà ingolfato la macchina legislativa ed auspicano dunque un ritorno al passato.